# Palaeagapetus flexus
Palaeagapetus flexus är en nattsländeart som beskrevs av Ito 1991. Palaeagapetus flexus ingår i släktet Palaeagapetus och familjen smånattsländor. Inga underarter finns listade i Catalogue of Life.